# Barry Hulshoff
Barry Hulshoff (Deventer, 1946. szeptember 30. – Abcoude, 2020. február 16.) válogatott holland labdarúgó, hátvéd, edző.

## Pályafutása

### Klubcsapatban
1965 és 1977 között az Ajax labdarúgója volt, ahol hét bajnoki címet és négy holland kupa győzelmet ért el a csapattal. Tagja volt az Ajax sorozatban háromszor bajnokcsapatok Európa-kupáját nyerő csapatának. 1977 és 1979 között az osztrák Grazer AK játékosa volt.

### A válogatottban
1971 és 1973 között 14 alkalommal szerepelt a holland válogatottban és hat gólt szerzett.

### Edzőként
1988–89-ben az Ajax vezetőedzőjeként kezdte edzői pályafutását. 1989 és 1991 között a belga Lierse, 1991-ben a görög PASZ Jánina szakmai munkáját irányította. 1993-ban visszatért Belgiumban. 1993 és 1995 között a Westerlo, 1997-ben a Beerschot AC, 1997–98-ban a St. Truiden, 1998 és 2000 között az Eendracht Aalst, 2001–02-ben a KV Mechelen vezetőedzője volt.

## Sikerei, díjai
Ajax
- Holland bajnokság
  - bajnok (7): 1965–66, 1966–67, 1967–68, 1969–70, 1971–72, 1972–73, 1976–77
- Holland kupa
  - győztes (4): 1967, 1970, 1971, 1972
- Bajnokcsapatok Európa-kupája
  - győztes (3): 1970–71, 1971–72, 1972–73
  - döntős: 1968–69
- UEFA-szuperkupa
  - győztes: 1972, 1973
- Interkontinentális kupa
  - győztes: 1972

## Statisztika

### Mérkőzései a holland válogatottban
| Hollandia | Hollandia            | Hollandia                      | Hollandia     | Hollandia | Hollandia     | Hollandia    | Hollandia | Hollandia |
| #         | Dátum                | Helyszín                       | Hazai         | Eredmény  | Vendég        | Kiírás       | Gólok     | Esemény   |
| --------- | -------------------- | ------------------------------ | ------------- | --------- | ------------- | ------------ | --------- | --------- |
| 1.        | 1971. október 10.    | Rotterdam, Feijenoord Stadion  | Hollandia     | 3 – 2     | NDK           | Eb-selejtező | 1         | 25'       |
| 2.        | 1971. november 17.   | Eindhoven, Philips Sportpark   | Luxemburg     | 0 – 8     | Hollandia     | Eb-selejtező | 1         | 37'       |
| 3.        | 1971. december 1.    | Amszterdam, Olimpiai Stadion   | Hollandia     | 2 – 1     | Skócia        | barátságos   | 1         | 88'       |
| 4.        | 1972. február 16.    | Pireusz, Karaiszkákisz Stadion | Görögország   | 0 – 5     | Hollandia     | barátságos   | 2         | 4' 42'    |
| 5.        | 1972. május 3.       | Rotterdam, Feijenoord Stadion  | Hollandia     | 3 – 0     | Peru          | barátságos   | -         |           |
| 6.        | 1972. augusztus 30.  | Prága, Stadion Letná           | Csehszlovákia | 1 – 2     | Hollandia     | barátságos   | -         |           |
| 7.        | 1972. november 1.    | Rotterdam, Feijenoord Stadion  | Hollandia     | 9 – 0     | Norvégia      | vb-selejtező | -         |           |
| 8.        | 1972. november 19.   | Antwerpen, Bosuilstadion       | Belgium       | 0 – 0     | Hollandia     | vb-selejtező | -         |           |
| 9.        | 1973. március 28.    | Bécs, Práter Stadion           | Ausztria      | 1 – 0     | Hollandia     | barátságos   | -         |           |
| 10.       | 1973. május 2.       | Amszterdam, Olimpiai Stadion   | Hollandia     | 3 – 2     | Spanyolország | barátságos   | -         | 58'       |
| 11.       | 1973. augusztus 22.  | Amszterdam, Stadion De Meer    | Hollandia     | 5 – 0     | Izland        | vb-selejtező | -         |           |
| 12.       | 1973. augusztus 29.  | Deventer, De Adelaarshorst     | Izland        | 1 – 8     | Hollandia     | vb-selejtező | -         |           |
| 13.       | 1973. szeptember 12. | Oslo, Ullevaal Stadion         | Norvégia      | 1 – 2     | Hollandia     | vb-selejtező | 1         | 87'       |
| 14.       | 1973. november 18.   | Amszterdam, Olimpiai Stadion   | Hollandia     | 0 – 0     | Belgium       | vb-selejtező | -         |           |
|           | Összesen             |                                |               | 14        | mérkőzés      |              | 6         | gól       |